# Politiche giovanili
Le politiche giovanili seguono dalla definizione delle Nazioni Unite del "Programme on Youth" (2007) di “giovani, che sono la categoria di persone tra i 15 ed i 24 anni di età, i quali hanno desideri ed aspirazioni a partecipare pienamente alla vita delle società a cui appartengono in tutto il mondo. Sono i principali agenti di sviluppo economico, di cambiamento sociale e di innovazione tecnologica. Va assicurato loro il vivere in condizioni ed ambienti che favoriscano gli ideali, la loro creatività, la passione, sviluppando una tensione al miglioramento della loro società. Si trovano di fronte ad un paradosso: prendere parte ed integrarsi nelle attuali società, ma contemporaneamente esserne una forza di trasformazione”.
Di conseguenza, le politiche giovanili sono le misure attivate sui territori (dal locale al globale) con l'obiettivo di dar vita ad un sistema di azioni ed interventi a valenza pubblica, che hanno l'obiettivo di offrire ai giovani mezzi, opportunità, strumenti e possibilità e percorsi per vivere in modo pieno e positivo la transizione alla vita adulta, intesa come condizione di maggior autonomia e status di piena cittadinanza, quale fruibilità piena di diritti e doveri (e non solo titolarità dei primi).

## Una definizione europea
Le finalità delle politiche giovanili sono il facilitare la transizione dei giovani alla vita adulta, agevolando processi di autonomia (intesa come piena fruibilità e non solo titolarità di diritti) ed interdipendenza (e non più solo dipendenza)
Obiettivi generali delle politiche giovanili sono due:
- Creare per tutti i giovani, all'insegna della parità, maggiori opportunità nell'istruzione e nel mercato del lavoro;
- Promuovere fra tutti i giovani la cittadinanza attiva, l'inclusione sociale e la solidarietà.

Principio guida delle politiche giovanili è che i giovani devono essere coinvolti nelle decisioni inerenti alle misure ed ai provvedimenti che li riguardano, quindi sia in fase di programmazione che di valutazione, oltre che nell'attuazione stessa.

## Le politiche giovanili in Italia
Dalla letteratura nazionale in materia di gioventù (e relative ricerche), emerge che con “politiche giovanili” (o “interventi pubblici in materia di gioventù”) si intende un approccio duplice, articolato nello sviluppo e nella promozione di due categorie di misure:
- Azioni che hanno i giovani come destinatari diretti dei provvedimenti (quindi persone appartenenti ad una precisa fascia d'età): sono azioni rivolte specificamente ai giovani negli ambiti dell'apprendimento non formale, la partecipazione e il volontariato, l'animazione socioeducativa, la mobilità e l'informazione;
- Azioni di integrazione, basate su un approccio trasversale, intenzionali (di breve e di lungo periodo) in tutti quegli ambiti che influiscono sulla vita dei giovani stessi, in particolare l'istruzione e formazione, lavoro, diritto allo studio, Università, ricerca, casa, giovani coppie, pari opportunità, diversità culturale, trasporti, servizio civile, accesso al credito, l'occupazione e imprenditorialità, salute e benessere, sport, turismo giovanile, la partecipazione civica, associazionismo, rappresentanze ed organizzazioni giovanili, volontariato, l'inclusione sociale, i giovani nel mondo, creatività, arte e cultura.

La trasversalità dell'approccio permette di tener conto delle specificità della condizione di giovane nella fase di programmazione, attuazione e valutazione, in tutti questi settori. Se per questi interventi la fascia d'età dei destinatari è molto ampia (arrivando anche fino ai 40 anni per alcune misure, es. giovani coppie), gli interventi di natura specifica sui giovani, generalmente si concentrano su una fascia dai 13/15 ai 25 anni.
L'attenzione dell'Unione Europea su queste materie è molto alta (vedi art. del Trattato di Maaschrit del 1992), ma competenza su queste misure è dello Stato, che si organizza secondo i dettati legislativi propri, quindi in Italia secondo il principio della competenza concorrente delle Regioni (nell'ambito della Conferenza Stato Regioni e autonomie locali) e della sussidiarietà orizzontale (cioè con il coinvolgimento attivo di Terzo settore, organizzazioni giovanili e giovani stessi, art. 118 Costituzione). Gli Enti locali, quando progettano intenzionalmente a favore delle giovani generazioni, procedono per Piani Locali, una metodologia di lavoro proposta dalla Rete nazionale Iter.

### Storia
L'Italia è ancora uno dei pochi Stati europei in cui non esiste una legislazione specifica sui giovani. Anche l'organismo di rappresentanza giovanile (Forum Nazionale Giovani e Dipartimento della gioventù) sono stati istituiti piuttosto recentemente, rispettivamente nel 2005 e nel 2006.
In Italia, per la prima volta è stata affidata la delega alla Gioventù il 18 maggio 2006 alla Onorevole Giovanna Melandri, tra gli incarichi dei Ministri del Governo Prodi II, a cui è succeduta due anni dopo l'onorevole Giorgia Meloni nel Governo Berlusconi IV ed il professor Andrea Riccardi nel Governo Monti (2011). In assenza di normativa nazionale, diverse Regioni italiane hanno legiferato in materia di gioventù e comunque sono invece molti i riferimenti alle disposizioni europee. Questo gap italiano in materia di gioventù nei confronti di altri Stati europei, trova origine dal fatto che nel in Italia il Ventennio fascista fu caratterizzato anche da un approccio fortemente rivolto alla gioventù, in termini di trasmissione di ideali e valori della dittatura, sia nel campo dell'istruzione pubblica (es. i testi scolastici erano "unici" ed imposti agli insegnanti, che avevano ridotta la loro libertà di insegnamento), che nel tempo libero (i "sabati fascisti", le colonie, ecc.). La nascita della democrazia si caratterizzò da un approccio opposto: lo Stato istruisce e l'educazione è lasciata alle formazioni sociali ed alla famiglia.
Gli anni della contestazione giovanile - che videro la nascita di una sottocommissione alla Gioventù - videro la nascita per un anno (estate 1972-1973) di un Ministero per i problemi della gioventù, con a capo Italo Caiati, nell'ambito del Governo Andreotti-Malagodi. Ma in quel periodo sembrò che i vari movimenti di forte partecipazione giovanile rappresentassero di per sé l'autorganizzazione delle politiche giovanili. Così mentre in altri Stati europei il Governo aveva l'attenzione alle giovani generazioni quale compito centrale (es. Francia), in Italia nemmeno il 1985 (Anno internazionale della Gioventù, dichiarato dall'ONU), portò a modificare la situazione, se non per l'avvio di un ruolo sempre maggiore che svolsero i Comuni. In quell'anno dichiararono (ANCI) infatti di voler destinare l'1% delle uscite correnti ad interventi per i giovani e ad istituire un Assessorato in ogni Comune e vennero avviati i primi progetti giovani (Torino, 1977 fu il primo). Successivamente vi furono legge di contrasto alla tossicodipendenza (309/90) ed alla criminalità giovanile (216/91), seguite dalla legge 285/97 per i diritti dei minori e dell'infanzia. Le Regioni cominciarono a legiferare soprattutto negli anni novanta e lo Stato approvò l'istituzione del Fondo nazionale delle politiche giovanili nel 2006, che diede un grosso impulso agli interventi per i giovani, grazie a concertazioni tra Stato centrale, Regioni e Comuni, in senso alla Conferenza Stato, autonomie locali ed al procedere per Piani Nazionali Giovani e Piani Locali Giovani, secondo una metodologia proposta dalla Rete Iter. L'eccezionale difficoltà occupazionale di fronte alla quale si trovano le nuove generazioni tra il 2012 e 2013, orienta la "mission" delle misure di politiche giovanili di questi anni dell'intero Governo.

### Ricerche nazionali recenti
Secondo uno studio dell'Osservatorio della Provincia di Milano, la percentuale delle uscite correnti dei Comuni italiani destinate mediamente ai giovani è dello 0,09%, che arriva allo 0,3% nei Comuni della provincia di Milano, contro un dato europeo che va dall'1,5% al 2,25%.
L'ultima ricerca sulle politiche giovanili italiane (comparate anche con quelle europee) (Investire nelle nuove generazioni) è stata pubblicata dalla Provincia Autonoma di Trento nel 2010. Il lavoro precedente (2001) è stato invece curato da Iard per la UE "Studio sulla condizione e sulle politiche giovanili in Europa".